# Protestáns Unió

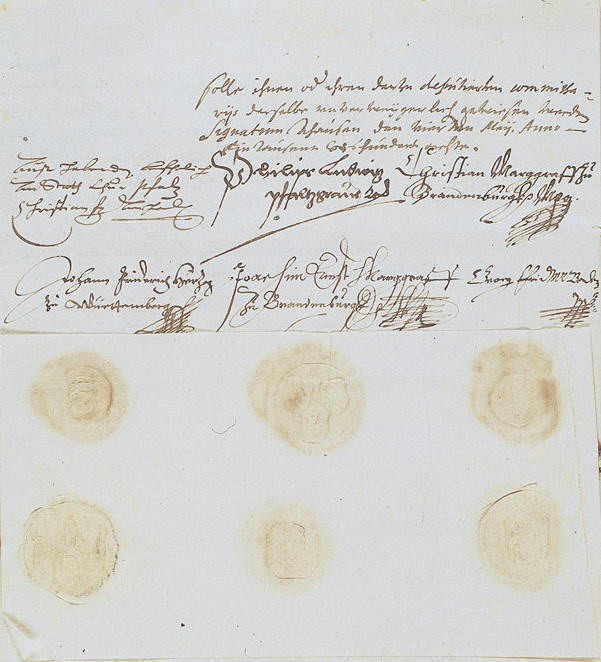
A Protestáns Unió 1608. május 14-i chartája, ma a bajor állami levéltárban

A Protestáns Unió (németül Protestantische Union) a Német-római Birodalom protestáns rendjeinek szövetsége volt, amely a németországi reformáció megerősödése érdekében, a császár katolizációs törekvése elleni védekezésül jött létre. 

## Létrejötte
1608-ban eredetileg tíz évre kötötték Szász-Anhalt, Württemberg, Baden és Pfalz. A protestáns uniónak végül nyolc fejedelem és 17 birodalmi város lett a tagja, és a pfalzi választófejedelem volt a vezetője. Támogatták V. Frigyes pfalzi választófejedelemet a cseh trón megszerzésében, de I. Miksa bajor választófejedelem (a Katolikus Liga vezetője) az ulmi szerződésben semlegességre kényszerítette őket.

## Megszűnése
A Protestáns Uniót egyre inkább terhelte az evangélikusok és a reformátusok közötti ellentét, és Szász-Anhalt is távolodott a szövetségtől. A protestánsok vereségével végződött fehérhegyi csata (1620. november 8.) után az Unió formálisan is feloszlott.